# Sikandar Raza
Sikandar Raza Butt (* 24. April 1986 in Sialkot, Pakistan) ist ein in Pakistan geborener simbabwischer Cricketspieler, der seit 2013 für die simbabwische Nationalmannschaft spielt.

## Kindheit und Ausbildung
Aufgewachsen in Sialkot, hatte Raza früh das Ziel, Kampfpilot zu werden. Er bestand die Aufnahmeprüfung für das Air Force College, wurde jedoch im dritten Jahr auf Grund eines misslungenen Augentests aussortiert. Daraufhin schrieb er sich an der Glasgow Caledonian University ein und spielte währenddessen Cricket auf semi-professionellem Niveau. Daraufhin zog er nach Simbabwe, wo seit 2002 seine Eltern lebten.

## Aktive Karriere

### Anfänge in der Nationalmannschaft
Seine erste First-Class-Partie bestritt er im Jahr 2007 für die Northerns. Nach seinem Universitätsabschluss spielte er ab der Saison 2010/11 Cricket in Vollzeit. Bei der Tour gegen Bangladesch im Sommer 2011 bestritt er ein Tour Match und wurde fortan vom simbabwischen Verband als zukünftiger Nationalspieler gehandelt. Jedoch musste zuvor die Staatsbürgerschaft geklärt werden, was bis 2013 dauerte. Sein Debüt für Simbabwe gab er dann im ODI- und Twenty20-Cricket bei der Tour gegen Bangladesch im Mai 2013. Im Juli 2013 erzielte er gegen Indien mit 82 Runs in den ODIs sein erstes Half-Century. Sein Test-Debüt gab er im September 2013, wobei er ein Fifty über 60 Runs erreichte. Im März 2014 nahm er mit der ICC World Twenty20 2014 an seiner ersten Weltmeisterschaft teil. Im Sommer 2014 erreichte er gegen Afghanistan im zweiten ODI mit 141 Runs aus 133 Bällen ein Century und wurde dafür als Spieler des Spiels ausgezeichnet.
Im Oktober 2014 reiste er mit dem Team nach Bangladesch. Im ersten Test erzielte er ein Fifty über 51 Runs. Im dritten Spiel der Serie folgten dann zwei Half-Centuries (82 und 65 Runs) am Schlag und 3 Wickets für 123 Runs beim Bowling. Im Frühjahr 2015 folgte Cricket World Cup 2015, bei dem er unter anderem 46 Runs zum Sieg gegen die Vereinigten Arabischen Emirate beisteuerte. Bei der Tour in Pakistan im Mai 2015 erreichte er im zweiten ODI ein Century über 100* Runs 84 Runs und im dritten Spiel 3 Wickets für 59 Runs. Zum Ende des Sommers folgte dann ein weiters Century über 100* Runs aus 95 Runs gegen Neuseeland.

### Wichtiger Spieler innerhalb des Teams
In der Saison 2015/16 kam Irland nach Simbabwe und Raza erzielte zwei Fifties (60* und 50 Runs) und im zweiten ODI 3 Wickets für 49 Runs. Auf der folgenden Tour gegen Afghanistan erzielte er 86 Runs und 3 Wickets für 40 Runs in den ODIs und ein Half-Century über 59 Runs in den Twenty20s. Beim ICC World Twenty20 2016 konnte er nicht herausstechen. Bei einem heimischen Drei-Nationen-Turnier erreichte er gegen die West Indies zwei Fifties (77 und 76 Runs). Der Sommer 2017 begann mit zwei ODIs in Schottland, bei denen er ein Half-Century über 58* Runs erreichte. Daraufhin reiste er mit dem Team nach Sri Lanka, wo er zunächst ein Fifty über 67* Runs im ersten ODI und 3 Wickets für 21 Runs im fünften ODI erzielte. Für Letzteres wurde er als Spieler des Spiels ausgezeichnet Beim Test der Tour konnte er dann sein erstes Test-Century mit 127 Runs aus 205 Bällen erreichen, was jedoch nicht reichte, das Spiel für Simbabwe zu retten.
Im Oktober 2017 gelangen ihm im zweiten Test gegen die West Indies zwei Half-Centuries (80 und 89 Runs) und ein Five-for für 5 Wickets für 99 Runs, wofür er als Spieler des Spiels ausgezeichnet wurde. Bei einem Drei-Nationen-Turnier in Bangladesch erzielte er zunächst 52 Runs gegen den Gastgeber. Im zweiten Spiel gegen Sri Lanka folgte dann ein Half-Century über 81* Runs und die Auszeichnung als Spieler des Spiels. Im Februar folgte dann ein Fifty über 92 Runs gegen Afghanistan in den Vereinigten Arabischen Emiraten. Beim ICC Cricket World Cup Qualifier 2018 folgte zunächst ein weiteres Fifty (60 Runs) und 3 Wickets für 40 Runs gegen die afghanische Mannschaft. Im folgenden Spiel gegen Hongkong folgten dann 3 Wickets für 30 Runs, eine Auszeichnung als Spieler des Spiels für 69* Runs gegen Irland und 3 Wickets für 41 Runs gegen die Vereinigten Arabischen Emirate. Letzteres reichte jedoch knapp nicht zum Sieg und so verpasste Simbabwe den Cricket World Cup 2019. Im September 2018 strich ihm der simbabwische Verband den Vertrag, da man sich nicht darüber einigen konnte, in welchen internationalen Ligen er spielt.

### Bis heute
Zu Beginn der Saison 2018/19 reiste er mit dem Team nach Bangladesch und erzielte in den ODIs 3 Wickets für 43 Runs, bevor er im zweiten Test zweimal drei Wickets (3/35 und 3/41) erreichte. Im Sommer 2019 erreichte er 85* Runs gegen die Niederlande. Zu Beginn des Jahres 2020 reiste er mit dem Team nach Sri Lanka. In der Test-Serie erzielte er im ersten Test 3 Wickets für 62 Runs. Im zweiten Test erzielte er nicht nur ein Fifty über 72 Runs, sondern auch 7 Wickets für 113 Runs im ersten Innings und wurde als Spieler des Spiels ausgezeichnet. In der folgenden ODI-Serie in Bangladesch erreichte er zwei Half-Centuries (66 und 61 Runs). Im April 2021 musste er sich nach einer Knochenmark-Infektion einer Operation unterziehen und fiel mehrere Monate aus. Zurück im Team folgte jeweils ein Fifty gegen Bangladesch (57 Runs) und in Irland (59* Runs), wobei er für Letzteres als Spieler des Spiels ausgezeichnet wurde. Im Winter 2021/22 folgte ein weiteres in Sri Lanka.
Der Sommer 2022 begann mit 3 Wickets für 16 Runs im dritten Twenty20 gegen Namibia. Nachdem er 67 Runs in den ODIs gegen Afghanistan erzielt hatte, folgte die ICC Men’s T20 World Cup Global Qualifier Group B 2022. Dabei erreichte er gegen Singapur und die Vereinigten Staaten jeweils ein Fifty, bevor er gegen die Niederlande 4 Wickets für 8 Runs erreichte. Daraufhin folgte eine Tour gegen Bangladesch. Hier erreichte er zunächst in den Twenty20s zwei Half-Centuries (65* und 62 Runs). In der ODI-Serie gelang ihm im ersten Spiel ein Century über 135* Runs aus 109 Bällen. Im zweiten Spiel der Serie gelang ihm ebenfalls ein Century über 117* Runs aus 127 Bällen sowie 3 Wickets für 56 Runs im Bowling und wurde dafür als Spieler der Serie ausgezeichnet. In der daraufhin stattfindenden Tour gegen Indien konnte er ein weiteres Century über 115 Runs aus 95 Bällen erzielen.